# Mapsidius
Mapsidius är ett släkte av fjärilar. Mapsidius ingår i familjen fältmalar, Scythrididae.

## Dottertaxa tillMapsidius, i alfabetisk ordning[1]
| Mapsidius auspicata     |
| Mapsidius charpentierii |
| Mapsidius chenopodii    |
| Mapsidius iridescens    |
| Mapsidius quadridentata |